# Hirofumi Uzawa
Hirofumi Uzawa, né le 21 juillet 1928 dans la Préfecture de Tottori et mort le 18 septembre 2014 à Tokyo, est un économiste et universitaire japonais. Il est surtout connu pour l'algorithme de minimisation des fonctionnelles quadratiques qui porte son nom.

## Carrière
(avril 2024).
Si vous disposez d'ouvrages ou d'articles de référence ou si vous connaissez des sites web de qualité traitant du thème abordé ici, merci de compléter l'article en donnant les références utiles à sa vérifiabilité et en les liant à la section « Notes et références ».
 Uzawa étudie d'abord les mathématiques à l'université de Tokyo, avant de découvrir l'Économie marxiste vers la fin de la Deuxième Guerre mondiale, ce qui décide définitivement de son orientation. Par un camarade de l'équipe de rugby de son université, il est introduit au début des années 1950 parmi le groupe de l'économiste Hiroshi Furuya. Ce dernier entretient des contacts réguliers avec les professeurs de l'université Stanford et c'est ainsi que, par l'intermédiaire d'Hendrik Houthakker, Uzawa découvre les travaux de Kenneth Arrow et de Leonid Hurwicz. Il adresse l'un de ses articles à Arrow où il esquisse un prolongement de la théorie d'Arrow et Hurwicz à la Recherche opérationnelle, ce qui lui vaut une invitation aux États-Unis.
À partir de 1956, Uzawa enseigne à l'université Stanford : d'abord collaborateur du Center for Advanced Study in the Behavioral Science, il est promu successivement maître-assistant puis professeur associé. C'est là qu'il démontre la convergence de l'algorithme de gradient pour les problèmes d'optimisation quadratique, qui porte désormais son nom
. Inspiré par ses premières lectures marxistes et sa familiarité avec les œuvres de Thorstein Veblen et de John Maynard Keynes, il élabore à cette époque un modèle à deux étages décrivant la croissance économique. Lloyd Metzler lui offre un poste de professeur titulaire à l'Université de Chicago. Il est élu en 1966 à l'Académie américaine des arts et des sciences, et retrouve en 1969 l'Université de Tokyo en tant que professeur, mais désormais il n'y enseigne que rarement, invité dans le monde entier.
L’œuvre d'Uzawa est principalement consacrée à l'analyse formelle des mécanismes de l'économie politique. Il a fait connaître la théorie néo-classique, notamment à travers le modèle du futur prix Nobel Robert Solow. Par la suite, il a étendu sa réflexion aux notions de capital humain et social, qui l'ont amené à appeler à la promotion de la formation professionnelle et de la médecine du travail.
Uzawa était conseiller scientifique du pape Jean-Paul II, et à ce titre participa à la rédaction de l'encyclique Centesimus Annus, hommage de 1991 à l'encyclique centenaire Rerum Novarum qui inaugurait le christianisme social : le texte de 1991 invoque la doctrine sociale de l'Église catholique pour faire face aux inégalités nées de l'effondrement des régimes totalitaires d'économie dirigée, en Europe centrale et en Europe de l'Est.

## Écrits
On donne ci-dessous la liste des livres d'Uzawa publiés ou traduits en anglais, mais une partie de son œuvre n'existe qu'en japonais.
- (en coll. avec Ken Arrow et Leonid Hurwicz) Studies in Linear and Non-linear Programming (1958)
- Readings in the Modern Theory of Economic Growth (1968)
- Preference, Production, and Capital: Selected Papers of Hirofumi Uzawa (1988)
- Optimality, Equilibrium, and Growth: Selected Papers of Hirofumi Uzawa (1988)
- Economic Theory and Global Warming (2003)
- Economic Analysis of Social Common Capital (2005)

## Voir également
- karlshell.com: An Interview with Hirofumi Uzawa (PDF; 448 kB)
- Hirofumi Uzawa sur le site History of Economic Thought